# Włoska Partia Socjaldemokratyczna
Włoska Partia Socjaldemokratyczna (wł. Partito Socialista Democratico Italiano, PSDI) – włoska partia polityczna o profilu centrolewicowym.

## Historia
Partia została założona 11 stycznia 1947 w wyniku rozłamu we Włoskiej Partii Socjalistycznej. Początkowo działała pod nazwą Włoska Socjalistyczna Partia Pracowników (Partito Socialista dei Lavoratori Italiani). Pierwszym jej liderem został Giuseppe Saragat, późniejszy prezydent Włoch. W wyborach parlamentarnych w 1948 PSLI wystartowała w ramach wspólnej listy z Włoską Partią Komunistyczną. W 1952 po przyłączeniu się Zjednoczonej Partii Socjalistycznej (Partito Socialista Unitario) ugrupowanie przyjęło nową nazwę. W 1963 PSDI podjęła współpracę z PSI, inicjowano powołanie wspólnej Partii Jedności Socjalistycznej (Partito Socialista Unificato), lecz w 1969, wkrótce po niekorzystnym rezultacie wyborczym, stronnictwo powróciło do samodzielnej działalności. W 1980 partia dołączyła do koalicji pięciu partii (Pentapartito), uczestniczyła w różnych koalicjach rządowych do 1994.
PSDI była powiązana z korupcyjną sprawą znaną jako Tangentopoli. Afera ta doprowadziła do faktycznego zaniku partii i utraty znaczenia. W 1998 pod wodzą Giana Franca Schietromy formacja dołączyła do Włoskich Demokratycznych Socjalistów, jednak większość jej działaczy odeszła do innych ugrupowań, m.in. do Forza Italia (np. Carlo Vizzini, sekretarz PSDI w latach 1992–1993), Centrum Chrześcijańsko-Demokratycznego (m.in. Enrico Ferri, lider PSDI w latach 1993–1994) oraz do Demokratów.
Partia została reaktywowana w 2004 pod uprzednią nazwą. Pierwszym jej sekretarzem został Giorgio Carta. W wyborach parlamentarnych w 2006 lider PSDI jako jedyny jej przedstawiciel uzyskał mandat posła do Izby Deputowanych z ramienia Drzewa Oliwnego, działającego w ramach L'Unione. Giorgio Carta wkrótce zrezygnował z zajmowanej funkcji, po sporach między różnymi frakcjami i niewielkim rozłamie stanowisko to objął jego bliski współpracownik Mimmo Magistro. Działalność partii w 2008 faktycznie zanikła.